# Tryferos elegans
Genre
Espèce
Tryferos elegans, unique représentant du genre Tryferos, est une espèce d'opilions laniatores de la famille des Cranaidae.

## Distribution
Cette espèce est endémique de la province du Guayas en Équateur. Elle se rencontre vers Guayaquil et sur l'île Puná.

## Description
Le mâle syntype mesure 5 mm et la femelle syntype 5 mm.

## Publication originale
- Roewer, 1931 : « Weitere Weberknechte V. (5. Ergänzung der “Weberknechte der Erde,” 1923). » Abhandlungen der Naturwissenschaftlichen Verein zu Bremen, vol. 28, p. 101–164.